# Воловчик
Воло́вчик — село в Воловском районе Липецкой области России. Административный центр Воловчинского сельсовета.

## Название
Ойконим соотносится с Волово.

## География
Находится в юго-западной части Липецкой области, в лесостепной зоне, в пределах восточных отрогов Среднерусской возвышенности, на правом берегу реки Кшень, на расстоянии примерно 3 километров (по прямой) к западу от села Волово, административного центра района. 
Климат умеренно континентальный с теплым летом и умеренно морозной зимой.

## История
В документах 1778 года упоминается в числе однодворческих селений, принадлежащих к селу Волово. Возник как отсёлок от Волово, отсюда название.
В XVIII веке в Воловчике построили Александро-Невскую церковь. Сегодня она имеет статус .

## Население
| 2009 | 2010 | 2012 |
| ---- | ---- | ---- |
| 502  | ↘467 | ↗501 |

## Известные уроженцы, жители
В Воловчике родился российский государственный и аграрный деятель, член ГКЧП В. А. Стародубцев.

## Инфраструктура
Личное подсобное хозяйство с зоной сельскохозяйственного использования, индивидуальная застройка усадебного типа.
Основа экономики — сельское хозяйство.
Воловчинский ФАП. Школа. Дом культуры.

## Транспорт
Автобусное сообщение с райцентром. Остановка общественного транспорта «Воловчик». 